# Strength in Numbers (38 Special)
Strength in Numbers è il settimo album dei 38 Special uscito nell'aprile 1986 per l'etichetta discografica A&M Records.

## Tracce
1. Somebody Like You – 4:08 (Barnes, Carlisi, Steele, Vallance, Van Zant)
2. Like No Other Night – 3:59 (Barnes, Bettis, Vallance)
3. Last Time – 3:26
4. Once in a Lifetime – 3:39
5. Just a Little Love – 3:34
6. Has There Ever Been a Good Goodbye – 3:55
7. One in a Million – 3:49
8. Heart's on Fire – 4:15
9. Against the Night – 3:34
10. Never Give an Inch – 4:56

## Formazione
- Donnie Van Zant - voce
- Don Barnes  - chitarra, voce
- Jeff Carlisi  - chitarra
- Larry Junstrom - basso
- Jack Grondin - percussioni
- Steve Brookins - batteria
- Carol Bristow - cori
- Terry Emery - percussioni, pianoforte
- Lu Moss - voce, cori
- Denny Carmassi - batteria
- Michael Cichowicz - tromba
- Bill Cuomo - tastiera
- Tom Kelly - voce, cori
- Nick Lane - trombone
- Jerry Peterson - sassofono
- Mike Porcaro - basso
- Earl Lon Price - sassofono
- Jim Vallance - batteria